# Rechttandwezelhaai
De rechttandwezelhaai (Paragaleus tengi) is een vissensoort uit de familie van de wezelhaaien (Hemigaleidae). De wetenschappelijke naam van de soort is voor het eerst geldig gepubliceerd in 1963 door Chen.